# Ægissíðufoss
Ægissíðufoss (in lingua islandese: cascata di Ægissíða) è un'ampia cascata situata nella regione del Suðurland, nella parte meridionale dell'Islanda.

## Descrizione
La cascata è situata lungo il corso del fiume Ytri-Rangá che scorre in direzione sud poco a ovest di Hella, in un ambiente pianeggiante. Circa 3 km a valle della cittadina, il fiume forma un salto di soli 3 metri, ma con una larghezza di 58 metri. Sulla sinistra è stata realizzata una scala per pesci. La portata del fiume è in media di 50 metri cubi al secondo, ma arriva fino a un volume doppio nel periodo delle piene. 
Il fiume prosegue poi il suo corso per confluire più a valle nel Þverá e, assunto il nome di Hólsá, andare a sfociare nell'Oceano Atlantico.
La cascata prende il nome dalla fattoria Ægissíða, costruita in un luogo dove anticamente c'era un guado per attraversare il fiume. A pochi chilometri a monte si trova la cascata Árbæjarfoss.

## Accesso
Per accedere alla cascata Ægissiðufoss si segue la Hringvegur, la grande strada statale ad anello che contorna l'intera Islanda, partendo dalla cittadina di Hella. Dopo meno di un chilometro si prende la strada T25 Þykkvabæjarvegur in direzione Þykkvabæjar. Dopo meno di tre km si gira a sinistra per una stradina non asfaltata che conduce alla cascata. Alla fine della stradina c'è una piazzola di sosta, da cui è visibile la cascata.